# Episodi di Camp
La prima stagione della serie televisiva Camp è stata trasmessa negli Stati Uniti d'America sul canale NBC dal 17 luglio all'11 settembre 2013.
| Numero | Titolo originale        | Titolo italiano | Trasmissione originale | Trasmissione italiana |
| ------ | ----------------------- | --------------- | ---------------------- | --------------------- |
| 1      | Pilot                   | —               | 10 luglio 2013         | Inedito               |
| 2      | Capture the Flag        | —               | 17 luglio 2013         | Inedito               |
| 3      | The Mixer               | —               | 24 luglio 2013         | Inedito               |
| 4      | Valentine's Day in July | —               | 31 luglio 2013         | Inedito               |
| 5      | Heat Wave               | —               | 7 agosto 2013          | Inedito               |
| 6      | Parents' Weekend        | —               | 14 agosto 2013         | Inedito               |
| 7      | The Wedding             | —               | 21 agosto 2013         | Inedito               |
| 8      | Harvest Moon            | —               | 28 agosto 2013         | Inedito               |
| 9      | CIT Overnight           | —               | 4 settembre 2013       | Inedito               |
| 10     | Last Days of Summer     | —               | 11 settembre 2013      | Inedito               |